# Longvilliers (Yvelines)
Longvilliers település Franciaországban, Yvelines megyében. Lakosainak száma 498 fő (2022. január 1.). Longvilliers Bonnelles, Rochefort-en-Yvelines, Saint-Arnoult-en-Yvelines, Angervilliers, Dourdan és Saint-Cyr-sous-Dourdan községekkel határos.

## Népesség
A település népességének változása:
| Lakosok száma | 499  | 498  | 513  | 502  | 504  | 504  | 505  | 501  | 498  |
|               | 2013 | 2015 | 2016 | 2017 | 2018 | 2019 | 2020 | 2021 | 2022 |